# Agenda (Wisconsin)
Agenda város az USA Wisconsin államában, Ashland megyében. Lakosainak száma 370 fő (2020. április 1.).

## Népesség
A település népességének változása:

| 2010 | 422 |
| 2020 | 370 |